# Gymnostachyum ceylanicum
Espèce
Classification phylogénétique
Gymnostachyum ceylanicum est une espèce de plantes à fleurs de la famille des Acanthacées. C'est une petite plante herbacée vivace originaire d'Asie.